# Grande Prêmio da Rússia
O Grande Prêmio da Rússia de Fórmula 1 aconteceu oficialmente entre as temporadas de 2014 e 2021.
Após anos de tentativas frustradas de estabelecer uma corrida internacional na Rússia, o presidente da Rússia, Vladimir Putin e o presidente da Formula One Management (FOM), Bernie Ecclestone assinaram o contrato oficial em 2010 para a realização da competição. Com o Grande Prêmio da Rússia sendo realizado de 2014 até 2021 na cidade de Sóchi, que sediou os Jogos Olímpicos de Inverno de 2014, mas estava oficialmente programado para ser transferido para Igora Drive, em São Petersburgo, a partir de 2023. Porém, no início de março de 2022, a Fórmula 1 rescindiu o contrato com o Grande Prêmio, que era válido até 2025, devido a invasão russa da Ucrânia.
Anteriormente, no dia 25 de fevereiro, a FIA já havia anunciado que a edição de 2022 não seria realizada, em razão da invasão russa. O evento estava marcado para acontecer no dia 25 de setembro em Sóchi, na Rússia.

## Vencedores do GP da Rússia

### Por ano[5][6][7]
| Ano                             | Piloto                                          | Construtor                                      | Circuito                                        | Resumo                                          |
| ------------------------------- | ----------------------------------------------- | ----------------------------------------------- | ----------------------------------------------- | ----------------------------------------------- |
| 1913                            | Georgy Suvorin                                  | Mercedes-Benz                                   | São Petersburgo                                 | Detalhes                                        |
| 1914                            | Willy Scholl                                    | Mercedes-Benz                                   | São Petersburgo                                 | Detalhes                                        |
| Não realizado entre 1915 e 2013 |                                                 |                                                 |                                                 |                                                 |
| 2014                            | Lewis Hamilton                                  | Mercedes                                        | Sóchi                                           | Detalhes                                        |
| 2015                            | Lewis Hamilton                                  | Mercedes                                        | Sóchi                                           | Detalhes                                        |
| 2016                            | Nico Rosberg                                    | Mercedes                                        | Sóchi                                           | Detalhes                                        |
| 2017                            | Valtteri Bottas                                 | Mercedes                                        | Sóchi                                           | Detalhes                                        |
| 2018                            | Lewis Hamilton                                  | Mercedes                                        | Sóchi                                           | Detalhes                                        |
| 2019                            | Lewis Hamilton                                  | Mercedes                                        | Sóchi                                           | Detalhes                                        |
| 2020                            | Valtteri Bottas                                 | Mercedes                                        | Sóchi                                           | Detalhes                                        |
| 2021                            | Lewis Hamilton                                  | Mercedes                                        | Sóchi                                           | Detalhes                                        |
| 2022                            | Cancelado após a Invasão da Ucrânia pela Rússia | Cancelado após a Invasão da Ucrânia pela Rússia | Cancelado após a Invasão da Ucrânia pela Rússia | Cancelado após a Invasão da Ucrânia pela Rússia |
| Fontes:                         |                                                 |                                                 |                                                 |                                                 |

### Por pilotos que mais venceram
| Vitórias | Pilotos         | Edições                      |
| -------- | --------------- | ---------------------------- |
| 5        | Lewis Hamilton  | 2014, 2015, 2018, 2019, 2021 |
| 2        | Valtteri Bottas | 2017, 2020                   |
| 1        | Nico Rosberg    | 2016                         |

### Por equipes que mais venceram
| Vitórias | Construtor | Edições                                        |
| -------- | ---------- | ---------------------------------------------- |
| 8        | Mercedes   | 2014, 2015, 2016, 2017, 2018, 2019, 2020, 2021 |

### Por país
| Vitórias | País        | Edições                      |
| -------- | ----------- | ---------------------------- |
| 5        | Reino Unido | 2014, 2015, 2018, 2019, 2021 |
| 2        | Finlândia   | 2017, 2020                   |
| 1        | Alemanha    | 2016                         |